# Комакио
Кома̀кио (на италиански: Comacchio, на местен диалект Cmâc, Къмач) е град и община в Северна Италия, провинция Ферара, регион Емилия-Романя. Разположен е на 1 m надморска височина, близо до делтата на река По. Населението на града е 23 138 души (към 2008 г.).